# فلسطين أربعة آلاف عام في التاريخ (كتاب)
فلسطين أربعة آلاف عام في التاريخ هو كتاب ألفه المؤرخ الفلسطيني نور مصالحة، صدر عن دار زيد للنشر في لندن عام 2020. صدرت الطبعة الثانية باللغتين العربية والانجليزية للمترجم فكتور سحاب عن مركز دراسات الوحدة العربية في بيروت عام 2022.

## عن الكتاب
يقدّم المؤلف قراءة مستندة إلى أدلة أثريّة، لأصول فلسطين وتاريخها وثقافتها وهويتها وتجربتها عبر الزمان، فيكشف عن ثقافات ومجتمعات ذات عمق وتعقيد يمتدان إلى بدايات التاريخ المسجَّل قبل آلاف السنين من منعطفات الذاكرة والنسيان والقمع والإنتعاش. يرجع الكاتب إلى النصوص الفرعونية والآشورية، ويتحقّق من كيفية تطوّر الهوية الفلسطينية والتواريخ واللغات والثقافات والحضارات مع بداية التاريخ المسجل الذي يمتد عبر العصور. الكتاب يستجمع كل الأدلة التاريخية والأثرية حول اسم فلسطين للدلالة على موقع جغرافي بين نهر الأردن والغور إلى ساحل المتوسط. 
ركز الكاتب على الاسم مستنداً على الكتابات العراقية والسورية والمصرية خلال أربعة الاف عام ليوضح الفارق بين فلسطين وسوريا من خلال المئات من الأدلة كبراهين لهذا الفارق، وقد ذهب إلى حالة التحريف من قبل المؤسسة الصهيونية، ومن أباء الفكر القومي العربي أو القومي السوري خلال بدايات القرن العشرين الذين حاولوا تشويه هذه الحقائق. اهتم بنقد المدارس التوراتية التاريخية بالإشارة لصراع الأفكار وتأصيل أنه لا يوجد شيء اسمه أرض بلا شعب من خلال شرح مستفيض لتاريخ البشر والمجتمعات والعلاقات التجارية والسياسية بالمحيط وهو أمر مهم لفهم فلسطين والناس فيها خلال الالفيات الأربع.
ربط مصالحة المدن الفلسطينية وخصوصيتها والتكامل الاقتصادي فيما بينهم  فمدن الميناء  مثل عكا وغزة ويافا مقابل مدن التجارة والصناعة صفد ونابلس والقدس والخليل وهذا على امتداد تاريخ طويل لتلك المدن وغيرها. كما وثق الكتاب علاقة فلسطين السياسية والاقتصادية بالمحيط الحضاري منذ الفراعنة وحتى العصر الحديث وكيف حكم ظاهر العمر من عكا لواء صيدا وعلاقة شرق الأردن المتصلة بفلسطين خاصة جنوب إربد لغاية معان اجتماعياً واقتصادياً. ختم المؤرخ كتابه بشرح المدارس التوراتية الأثرية التاريخية الأوروبية التي سعت بشكل مباشر لإستحضار حقائق ليست بتاريخية لكن متأثرة بالتوراة وإثباتها وكيف ظهرت مدارس أخرى تنفي مثل هكذا ربط جامد دون أدلة وهذا الصراع بين مدرستين تختلفان في المنهج العلمي.